# Stazione di Kōka
La stazione di Kōka (甲賀駅?, Kōka-eki) è una stazione ferroviaria della città di Kōka, nella prefettura di Shiga in Giappone. La stazione è gestita dalla JR West e serve la linea Kusatsu.

## Linee e servizi
JR West
■ Linea Kusatsu

## Struttura
La stazione è costituita da due banchine laterali con due binari passanti in superficie.
| 1 | ■ Linea Kusatsu | per Tsuge              |
| 2 | ■ Linea Kusatsu | per Kibukawa e Kusatsu |

## Stazioni adiacenti
| «             | Servizio      | »             |
| Linea Kusatsu | Linea Kusatsu | Linea Kusatsu |
| ------------- | ------------- | ------------- |
| Aburahi       | Locale        | Terashō       |